# Yee-Nunatakker
Die Yee-Nunatakker sind eine Gruppe verstreuter und bis zu 1700 m hoher Nunatakker im westantarktischen Ellsworthland. Sie verteilen sich 55 km nordöstlich der Lyon-Nunatakker über ein Gebiet von 39 km Länge und 20 km Breite. Zu ihnen gehören der Staack-Nunatak, der Olander-Nunatak, der Metzgar-Nunatak und der Triassic-Nunatak.
Der United States Geological Survey (USGS) kartierte sie anhand eigener Vermessungen, Luftaufnahmen der United States Navy aus den Jahren von 1961 bis 1968 sowie Landsat-Aufnahmen von 1973 und 1974. Das Advisory Committee on Antarctic Names benannte sie 1994 nach dem der US-amerikanischen Kartografin Virginia Yee-Wray (* 1932) von der Abteilung für Spezialkarten des USGS, die lange Jahre an der Erstellung von Reliefkarten zu Antarktika beteiligt war.